# Jurij Horodianyn-Lisowski
Jurij Horodianyn-Lisowski, ukr. Юрій Городянин-Лісовський, ps. „Zalizniak”, „Jurij Horlis-Horski” (ur. 2 stycznia?/14 stycznia 1898 we wsi Demydiwka na Połtawszczyźnie, zm. po 27 września 1946) – ukraiński wojskowy i powstaniec, emigracyjny pisarz, wydawca ukraińskiego pisma podczas niemieckiej okupacji.

## Życiorys
Uczestniczył w I wojnie światowej prawdopodobnie na froncie kaukaskim. Następnie służył w 2 zaporoskim pułku Korpusu Zaporoskiego Armii Czynnej Ukraińskiej Republiki Ludowej. Na początku lutego 1920 r., podczas tzw. Zimowego Marszu, odwiedził Chołodnyj Jar, w którym znajdował się monastyr Św. Trójcy. Stacjonował w nim sztab oddziału konnego hajdamaków, czyli miejscowych powstańców ukraińskich. Jurij Horodianyn-Lisowski otrzymał powstańczy pseudonim „Zalizniak”. Został jednym z najbliższych współpracowników dowódcy kurenia Iwana Pietrenki i atamana pułku hajdamaków Chołodnego Jaru Wasyla Czuczupaka. Miało to dla niego bardzo ważne znaczenie, do którego odwoływał się do końca życia. Wiosną 1921 r. przybył do Lwowa, gdzie spotkał się z gen. chor. Jurkiem Tiutiunnykiem. Prowadził pod pseudonimem „Horski” działalność konspiracyjną w Kijowie, a następnie na Podolu. Tam został aresztowany przez Sowietów. Po 8 miesiącach więzienia w Winnicy został w grudniu 1923 r. wypuszczony na wolność. Za zgodą ukraińskiego podziemia został agentem sowieckim, ale w 1924 r. ponownie go aresztowano. Został skazany na karę 15 lat więzienia. W 1932 r. został zwolniony. Po powrocie zamieszkał w Polsce. 
Rozpoczął karierę pisarską. W 1933 r. wyszła jego pierwsza książka pt. Ave dictator!, zaś rok później powieść pt. Ataman Chmara. W 1935 r. we Lwowie opublikowano jego książkę pt. U worożomu tabori, stanowiącą pierwszą część powieści pt. Chołodnyj Jar. W 1937 r. wyszła druga część powieści. Powieść zdobyła wśród młodych Ukraińców szeroki rozgłos, w oddziałach Towarzystwa „Proswita” odbywały się nawet publiczne jej czytania. 
W 1938 J. Horodianyn-Lisowski udał się na autonomiczną Ukrainę Karpacką, gdzie wstąpił do oddziałów wojskowych Siczy Karpackiej. W marcu 1939 uczestniczył w krótkotrwałych walkach z wojskami węgierskimi, po czym przedostał się do Rumunii, a następnie Jugosławii. W końcu 1939 wyjechał do Finlandii, która broniła się przed agresją ZSRR. Chciał wstąpić do formowanego oddziału złożonego z jeńców sowieckich – Ukraińców. Z powodu zakończenia wojny w marcu 1940 do tego nie doszło. Zamierzał udać się do Kanady, ale pogłoski o przygotowaniach Niemiec do wojny z ZSRR zmieniły jego plany. Wojnę taką uznał za wielką nadzieję dla odrodzenia Ukrainy. Przyjechał do Niemiec, gdzie napisał 2 książki opiewające walkę Finów z Sowietami pt. Finlandija i Podorożni zygzagy. 
Wiosną 1942 r. przybył do Równego. Wydawał tam pismo „Wołyń”. W czerwcu tego roku ponownie odwiedził Chołodnyj Jar. Pod koniec listopada 1943 r. przeniósł się do Lwowa. Z powodu ofensywy Armii Czerwonej poprzez Austrię powrócił do Niemiec, gdzie zastał go koniec wojny. Do końca września 1946 r. przybywał w obozie dla przesiedlonych osób w Neu-Ulm. Zorganizował tam z kilkoma innymi emigrantami ukraińskimi Ukraińską Partię Rewolucyjno-Demokratyczną (URDP). 26 września 1946 zaginął bez śladu. Ostatni raz był widziany w Augsburgu, gdy po opuszczeniu pociągu wsiadał do samochodu. Jego dalsze losy pozostają nieznane.